# Энгельгардт, Вальтер фон
Барон Мориц Александр Вальтер фон Энгельгардт (также Вальтер Фрайхерр фон Энгельгардт; 18 [30] июня 1864, Дерпт — 7 марта 1940, Дюссельдорф) — немецкий ландшафтный архитектор.

## Биография
Родился 18 (30) июня 1864 года в Дерпте в семье из немецко-балтийского баронского рода фон Энгельгардт. Его родителями были Мориц фон Энгельгардт (1828—1881), профессор теологии в Императорском Дерптском университете, и Амалия, урождённая фон Эттинген (1835–1914). Одним из его братьев был архитектор Рудольф фон Энгельгардт (1857–1913), работавший с Алваром Аалто.
После первоначального обучения в частной гимназии, в 1883—1888 годах учился в Императорском Дерптском университете; за «вклад по исследованию саговниковых» ему была присуждена степень «кандидат ботаники». Занимался в библиотеке Ботанического музея в Санкт-Петербурге под руководством Карла Ивановича Максимовича. В 1891—1892 годах проходил стажировку в Королевской школе садоводства близ Потсдама. В 1892 году путешествовал по Германии, Швейцарии и Италии и вместе с дендрологом Максом фон Сиверсом основал в своём поместье Рёмерсгоф питомник деревьев, которым сам управлял, а также создал там дендрарий.
Во время революционных волнений 1905 года, имение Рёмерсгоф сгорело и в начале 1906 года он переехал в Германию. С 14 марта 1906 года стал первым руководителем садового отдела в Дюссельдорфе. Эту должность, которая позволяла ему принимать частные заказы в качестве садового дизайнера, он занимал до своего выхода на пенсию 30 июня 1931 года. За эти 25 лет В. Энгельгардт создал множество парков и зелёных зон в Дюссельдорфе, в том числе: Hansaplatz, Klever Platz (ныне Kolpingplatz), Graf-Adolf-Platz и Ehrenhof. Особое внимание он уделял функциональному дизайну, ориентированному не только на физические, но и на умственные и духовные потребности пользователей. Таким образом, Энгельгардт был «образцом и законодателем моды в области дизайна городских площадей в начале нашего столетия» (Грютцнер). В этом начинании его поддержал коллега, ландшафтный архитектор Рейнхольд Хёманн.
С самого начала Энгельгардт отдавал предпочтение геометрическому стилю сада, а не ландшафтному, но всегда выступал за использование обоих стилей дизайна в зависимости от местных условий. В 1907 году он объяснял: «Для регулярной посадки нам нужен древесный материал разных размеров, сформированный путём обрезки живой изгороди. В качестве примеров я называю сферу, стену, колонну, пирамиду, висячую форму, форму крыши… Для естественной планировки нам нужны: необрезанные деревья, которые прежде всего проявляют свой индивидуальный характер, в схожих основных формах…».
Наряду с Фрицем Энке Энгельгардт был одним из первых садовых архитекторов, вошедших в Немецкий Веркбунд, членом которого он был до 1928 года.

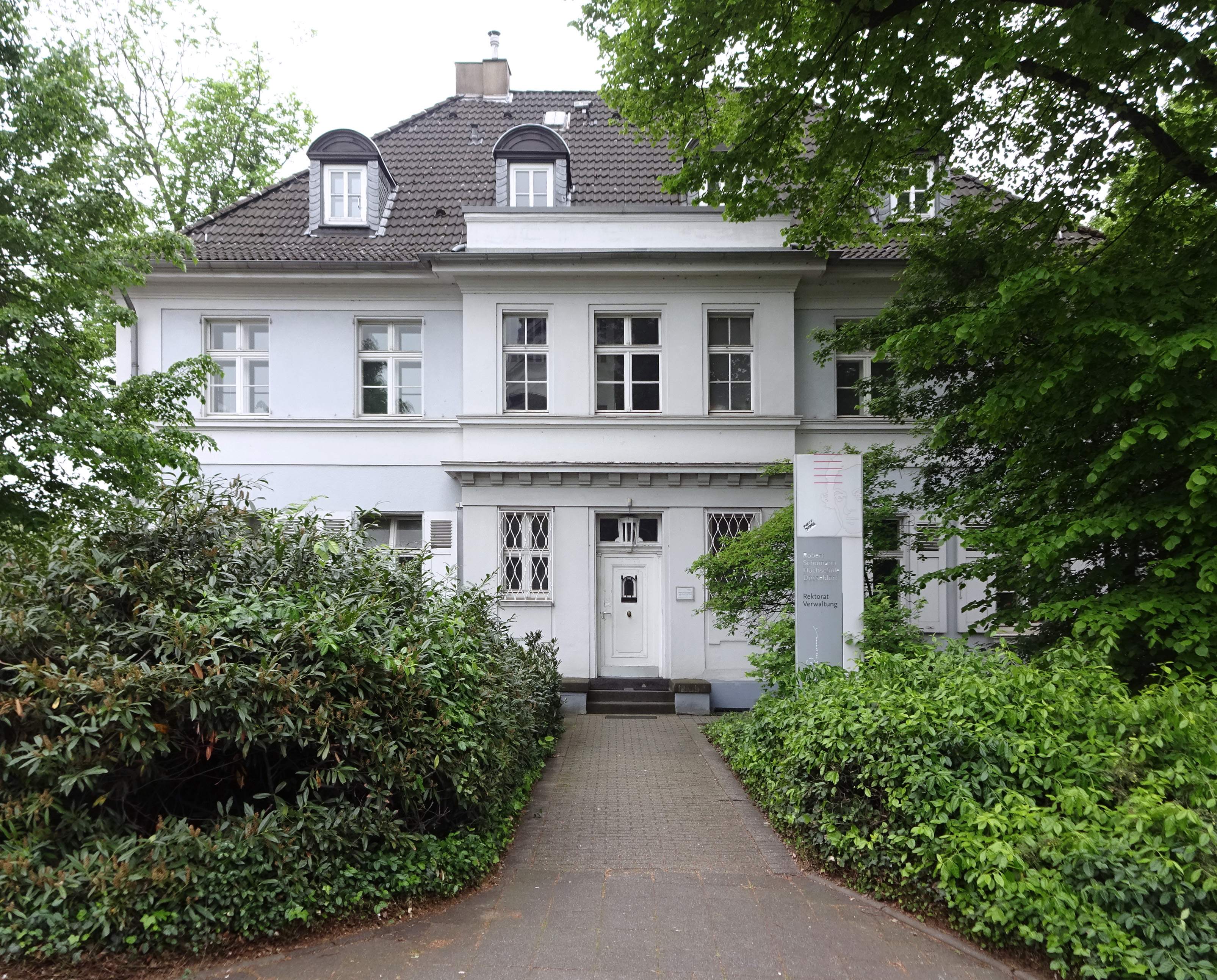
Вилла Энгельгардта

После того, как по инициативе Немецкого общества садового искусства (DGfG) в Дюссельдорфской школе прикладных искусств в порядке эксперимента был создан новый уникальный класс по садовому искусству, Мутезиус предложил Энгельгардту стать преподавателем. В 1908 году Генеральное управление садоводства уже поручило Энгельгардту заняться улучшением подготовки садовых архитекторов, поскольку рабочий комитет Генерального управления садоводства рекомендовал, чтобы «вместо ранее искомой связи с университетами, для художественной подготовки садовых архитекторов, выходящей за рамки школ садоводства, в первую очередь рассматривались школы искусств и ремесел». Энгельгардт считал полезным для этого тесный контакт с отделениями, представленными в школах искусств и ремесел. Обязательным условием поступления было обучение в государственном садоводческом колледже. Учебная программа включала рисование от руки и орнаментальное рисование, простое строительство деревянных и каменных конструкций в саду, а также архитектурное проектирование сада. Энгельгардт, преподававший здесь с 1909 года до Первой мировой войны, в дополнение к своей должности директора сада отвечал за садоводческую часть; уроки по архитектурному проектированию сада и садовому оборудованию вели Вильгельм Крайс, Фриц Беккер и Эмиль Фаренкамп. В 1919 году архитектурный факультет школы прикладных искусств был объединён с Дюссельдорфской академией художеств, где Энгельгардт продолжил преподавать садово-парковое искусство вплоть до 1933 года.
В 1921 году Энгельгардт выступил с инициативой взять исторические сады под охрану, сыграв, таким образом, важную роль в истории сохранения садово-парковых памятников. В 1931 году он стал почетным членом DGfG.
Умер 7 марта 1940 года в Дюссельдорфе.
В 1912–1913 годах по заказу архитектора Тило Шнайдера (1868–1926) в районе Дюссельдорф-Гольцхайм на месте бывшего кладбища была построена вилла Энгельгардта, в которой ныне располагается администрация Музыкального университета имени Роберта Шумана.

## Семья
В 1893 году, 22 июня, в Меррекюлле фон Энгельгардт женился на Анне Марии Гертруде Фрейн фон Драхенфельс. Все их трое детей: Хайнц (1894—1918), Арно (1896—1915) и Карин (1898—1923) родились в Рёмерсгофе. 